# Dupuy de Lôme (A 759)
La Dupuy de Lôme (A 759) è, secondo la terminologia francese, una nave raccoglitrice di informazioni o una nave di ricerche elettromagnetiche (in francese: Bâtiment collecteur de renseignements o Bâtiment de recherches électromagnétiques), l'hull classification symbol è AGI ed è classificata come navi per la raccolta d'informazioni, in inglese Auxiliary Gathering Intelligence; è in servizio con la Marine nationale e opera a profitto della Direction du Renseignement militaire (DRM), l'agenzia di spionaggio militare francese.

## Storia
La nave porta il nome dell'ingegnere del genio navale Henri Dupuy de Lôme (1816-1885), è la terza nave della Marine nationale a portare questo nome dopo l'incrociatore corazzato Dupuy de Lôme (1890-1910) e il sommergibile d'alto mare Dupuy de Lôme (1916-1935).
Lunga 101 metri, è stata disegnata da Thales Naval France, secondo delle norme civili ed è stata specialmente studiata per rispondere alle necessità di raccolta delle informazioni di origine elettronica (ROEM) dal mare : intercettazione, analisi, goniometria e ascolto delle comunicazioni radio (COMINT), intercettazione, analisi e goniometria dei segnali radio (ELINT), per delle missioni di lunga durata.
È la prima nave della Marine nationale realizzata appositamente per queste missioni, basata a Brest, ha sostituito la Bougainville (L 9077) (utilizzata come nave spia dal 1999 al 2006).
La nave ha due equipaggi e una disponibilità tecnica di 350 giorni all'anno di cui 240 in mare. Ogni equipaggio è composto da 66 persone (33 marinai e 33 specialisti di intelligence) ai quali possono aggiungersi fino a altri 38 specialisti in funzione delle missioni.